# Фирмикуты
Фирмикуты (лат. Firmicutes) — тип бактерий, представители которого характеризуются низким содержанием пар нуклеотидов Г—Ц (меньше 50 %) и строением клеточной стенки, характерным для грамположительных бактерий.

## Представители
Тип включает и патогенные для человека и животных организмы (Bacillus anthracis, Bacillus cereus, Bacillus thuringiensis, Streptococcus pyogenes, золотистый стафилококк (Staphylococcus aureus), столбнячная палочка (Clostridium tetani), Clostridium botulinum, Clostridium perfringens), так и представителей нормальной микробиоты человека (представители рода Лактобациллы (Lactobacillus), например), так и важные промышленные микроорганизмы (молочнокислые бактерии, Paenibacillus polymyxa — продуцент полипептидного антибиотика полимиксина, представители рода Клостридии (Clostridium) способны осуществлять ацетобутиловое брожение).

## КлассификацияFirmicutes
Тип В13 Firmicutes
- Класс Бациллы (Bacilli)
  - Порядок Bacillales
    - Семейство Alicyclobacillaceae
      - Роды Alicyclobacillus, Pasteuria, Sulfobacillus

    - Семейство Bacillaceae
      - Роды Alkalibacillus, Amphibacillus, Anoxybacillus, Bacillus, Caldalkalibacillus, Cerasibacillus, Exiguobacterium, Filobacillus, Geobacillus, Gracilibacillus, Halalkalibacillus, Halobacillus, Halolactibacillus, Jeotgalibacillus, Lentibacillus, Lysinibacillus, Marinibacillus, Oceanobacillus, Ornithinibacillus, Paraliobacillus, Paucisalibacillus, Pelagibacillus, Piscibacillus, Pontibacillus, Saccharococcus, Salibacillus, Salimicrobium, Salinibacillus, Salirhabdus, Salsuginibacillus, Tenuibacillus, Terribacillus, Thalassobacillus, Ureibacillus, Virgibacillus, Vulcanibacillus

    - Семейство Caryophanaceae
      - Род Caryophanon

    - Семейство Listeriaceae
      - Роды Brochothrix, Листерии (Listeria).

    - Семейство Paenibacillaceae
      - Роды Paenibacillus, Ammoniphilus, Aneurinibacillus, Brevibacillus, Oxalophagus, Thermicanus, Thermobacillus.

    - Семейство Planococcaceae
      - Роды Filibacter, Kurthia, Planomicrobium, Sporosarcina

    - Семейство Sporolactobacillaceae
      - Роды Sporolactobacillus, Marinococcus

    - Семейство Staphylococcaceae
      - Роды Стафилококки (Staphylococcus), Gemella, Jeotgalicoccus, Macrococcus, Salinicoccus

    - Семейство Thermoactinomycetaceae
      - Род Thermoactinomyces

    - Семейство Turicibacteraceae
      - Род Turicibacter

  - Порядок Lactobacillales
    - Семейство Aerococcaceae
      - Род Aerococcus

    - Семейство Carnobacteriaceae
      - Род Carnobacterium

    - Семейство Enterococcaceae
      - Роды Atopobacter, Энтерококки (Enterococcus), Melissococcus, Tetragenococcus, Vagococcus

    - Семейство Lactobacillaceae
      - Роды Лактобациллы (Lactobacillus), Paralactobacillus, Pediococcus

    - Семейство Leuconostocaceae
      - Роды Leuconostoc, Oenococcus, Weissella

    - Семейство Streptococcaceae
      - Роды Lactococcus, Lactovum, Pilibacter, Стрептококки (Streptococcus)
- Класс Clostridia
  - Порядок Clostridiales
    - Семейство Acidaminococcaceae
      - Роды Acetonema, Acidaminococcus, Anaeromusa, Dialister, Megasphaera, Pectinatus, Phascolarctobacterium, Quinella, Schwartzia, Selenomonas, Sporomusa, Succinclasticum, Veillonella, Zymophilus

    - Семейство Clostridiaceae
      - Роды Acetanaerobacterium, Acetivibrio, Acidaminobacter, Alkaliphilus, Anaerobacter, Anaerotruncus, Anoxynatronum, Bryantella, Caldanaerocella, Caloramator, Caloranaerobacter, Caminicella, Candidatus Arthromitus, Клостридии (Clostridium), Coprobacillus, Dorea, Ethanologenbacterium, Faecalibacterium, Garciella, Guggenheimella, Hespellia, Linmingia, Natronincola, Oxobacter, Parasporobacterium, Сарцины (Sarcina), Soehngenia, Sporobacter, Subdoligranulum, Tepidibacter, Tepidimicrobium, Thermobrachium, Thermohalobacter, Tindallia

    - Семейство Eubacteriaceae
      - Род Eubacterium

    - Семейство Heliobacteriaceae
      - Роды Heliobacterium, Heliobacillus, Heliophilum, Heliorestis

    - Семейство Lachnospiraceae
      - Род Lachnospira

    - Семейство Peptococcaceae
      - Род Peptococcus

    - Семейство Peptostreptococcaceae
      - Роды Filifactor, Finegoldia, Fusibacter, Helcococcus, Micromonas, Peptostreptococcus, Tissierella

    - Семейство Syntrophomonadaceae
      - Род Syntrophomonas

  - Порядок Halanaerobiales
    - Семейство Halanaerobiaceae
      - Род Halanaerobium

    - Семейство Halobacteroidaceae
      - Род Halobacteroides

  - Порядок Thermoanaerobacteriales
    - Семейство Thermoanaerobacteriaceae
    - Семейство Thermodesulfobiaceae

Класс микоплазмы (Mollicutes) раньше входил в состав фирмикут, но сейчас выделен в отдельный тип тенерикутов (Tenericutes).